# 巴尔比埃里宫

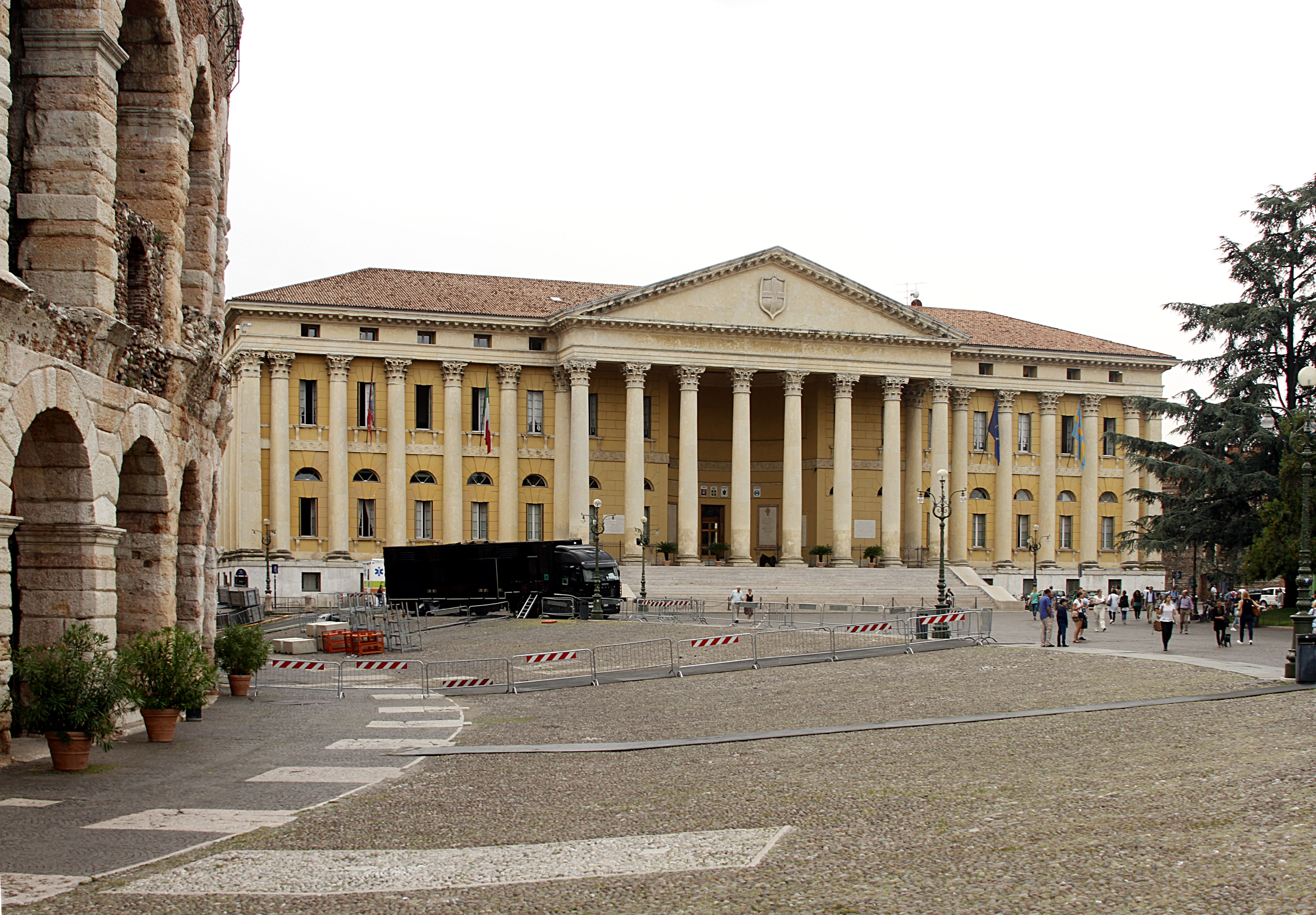
巴尔比埃里宫

巴尔比埃里宫（Palazzo Barbieri）是一座新古典主义风格宫殿，位于维罗纳市中心的布拉广场，现在是该市的市政厅。
巴尔比埃里宫原名新大瓜尔迪亚宫（Palazzo della Gran Guardia Nuova），安置奥地利占领军。该建筑由朱塞佩·巴尔比埃里设计，后来就以他命名。工程开始于1836年，1848年完成
。 
其内部有14世纪的壁画。